# Mycoplasma faucium
Mycoplasma faucium  è una specie di batterio appartenente alla famiglia delle Mycoplasmataceae.